# George Siemens

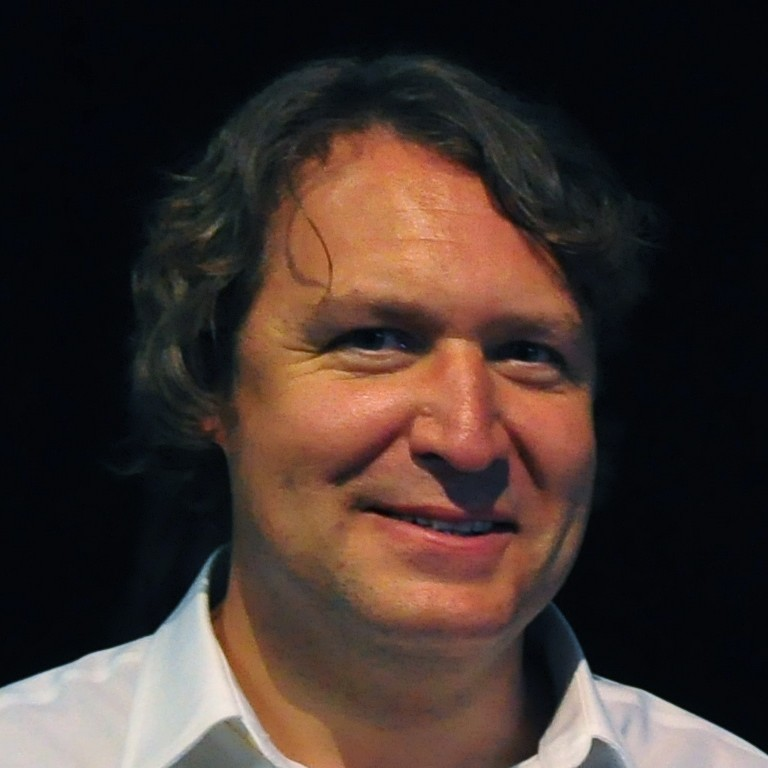
George Siemens (2010)

George Siemens ist ein kanadischer Lerntheoretiker. Er gilt als Begründer des Konnektivismus. 
Siemens ist Leiter des „Learning Technologies Centre“ an der University of Manitoba in Kanada. Er wurde bekannt durch seinen Artikel Connectivism: A Learning Theory for the Digital Age und sein 2005 veröffentlichtes Buch Knowing Knowledge, in dem er seine Theorie, den Konnektivismus, aufarbeitet. Im Jahr 2008 erstellten Siemens und Stephen Downes, der maßgeblich an der Theorie des Konnektivismus mitarbeitete, den ersten Onlinekurs für konnektivistisches Lernen.